# Mark Schultz (lottatore)
Mark Philip Schultz (Palo Alto, 26 ottobre 1960) è un ex lottatore statunitense, specializzato nella lotta libera.

## Biografia
È fratello di Dave Schultz, anche lui lottatore di caratura internazionale. I due hanno vinto l'oro ai Giochi olimpici estivi di Los Angeles del 1984.

## Palmarès
- Giochi olimpici

Los Angeles 1984: oro negli 82 kg;
- Mondiali

Budapest 1985: oro negli 82 kg;
Clermont-Ferrand 1987: oro negli 82 kg;
- Giochi panamericani

Indianapolis 1987: oro negli 82 kg;
- World Cup

Toledo 1982: oro negli 82 kg;